# Blue Blue (Victoria)
"Blue Blue (Victoria)", skriven av Bruce Woolley, är en sång som Bruce Woolley själv spelade in 1980.

## Magnus Ugglas version
Magnus Uggla skrev en text på svenska som heter "IQ", vilken han spelade in 1983 på albumet Välkommen till folkhemmet. Han skrev texten efter att ha blivit utslängd från Café Opera och har därefter inte haft problem med dörrvakter.[källa behövs]
Singeln (på Sonet) nådde som bäst andraplatsen på den svenska singellistan. I oktober 1983 hade singeln sålt i 25 000 exemplar vilket var enormt för en svensk singel 1983. Dessa enorma försäljningssiffror medförde att singeln belönades med en guldsingel.
Singelns innehåll (IQ EP 7"):
Sida A: "IQ"
Sida B: "Raggare" (Ny version av Ugglas låt "Raggarna" från albumet 'Om Bobbo Viking', samma version som kördes live sommaren 1983.

## Listplaceringar

### Magnus Uggla
| Lista (1983-1984) | Position |
| ----------------- | -------- |
| Sverige           | 2        |